# Manon de Boer
Manon de Boer (* 1966 in Kodaikanal, Indien) ist eine indisch-niederländische Videokünstlerin. Sie lebt und arbeitet in Brüssel.

## Leben und Werk
De Boer hat von 1985 bis 1990 an der Willem de Kooning Academie in Rotterdam studiert. Anschließend hat sie bis 1992 an der Rijksakademie van beeldende kunsten in Amsterdam ihr Studium fortgesetzt. De Boer ist Hochschullehrerin an der Koninklijke Academie voor Schone Kunsten van Gent gewesen und lehrt jetzt an der École de recherche graphique in Brüssel.
Für ihr filmisches Porträt Presto, Perfect Sound (2006), lud De Boer den Belgier George van Dam ein, um den vierten Satz (Presto) von Béla Bartóks Sonata for Solo Violin Sz117 zu interpretieren. De Boer nimmt sechs Darbietungen des Violinisten auf und schneidet daraus eine einzige, die „perfekte“ Version. Dem technisch nahezu vollkommenen Violinspiel auf der Tonspur wird die visuelle Konzertaufnahme zugeordnet. Im visuellen Ablauf des Konzerts entstehen durch die Manipulation der Tonspur Störungen. Ein weiteres Werk von Manon de Boer ist Two Times 4’33” (2007). Der belgische Pianist Jean-Luc Fafchamps führt die Komposition von John Cage zwei Mal nacheinander vor seinem Publikum auf. In Manon de Boers Film Dissonant (2010) tanzt Cynthia Loemij zu Drei Sonaten für Violine solo von Eugène Ysaÿe. Sie tanzt in der Stille, nachdem der Klang der Musik beendet ist.

„In ihren komplexen Filmarrangements hinterfragt die niederländische Künstlerin Manon de Boer auf raffinierte Weise unsere Wahrnehmungsmethoden. Ihre Filme, Kompositionen aus langsam dahinfließenden Bildern, in denen sich Klänge – gesprochene Wörter, Musik, Umgebungsgeräusche – und Stille abwechseln, dazu Wiederholungen und Verzögerungen, bauen parallele Hör- und Sehräume rund um die in ihnen auftretenden Musiker, Tänzer oder Schriftsteller auf. Sie erkunden das Wesen der Erinnerung und die Anwesenheit oder Abwesenheit von Körper und fragen, wie Kunst die Erfahrung des Daseins durchdringen kann.“

## Ausstellungen (Auswahl)

### Einzelausstellungen
- 2022 Manon de Boer. Che bella voce Kunstmuseum St. Gallen
- 2013 Manon de Boer–Encounters Van Abbemuseum, Eindhoven
- 2011 Manon de Boer Index, Stockholm
- 2011 Manon de Boer: Between Perception and Sensation Contemporary Art Museum St. Louis, St. Louis
- 2010 Manon de Boer: Framed in an open window South London Gallery, London
- 2008 Die Zeit, die bleibt Frankfurter Kunstverein, (Kuratorin: Chus Martínez), Frankfurt und Witte de With, Rotterdam

### Gruppenausstellungen
- 2012/2013 Sounds Like Silence. John Cage / 4’33’’ / Silence Today Dortmunder U, Dortmund
- 2012 Objects in Mirror are Closer than they Appear Tate Modern, London
- 2012 One, Two, Many dOCUMENTA (13), Kassel
- 2010 There is Always a Cup of Sea to Sail In 29. Biennale von São Paulo, São Paulo
- 2009/2010 Dance in my experience Manon de Boer, Henning Bohl, Tom Burr, Claire Fontaine, Brice Dellsperger, Josephine Meckseper, Michaela Meise, Aleksandra Mir und Hanna Schwarz, Kunstverein für die Rheinlande und Westfalen, Düsseldorf
- 2008 When Things Cast No Shadow 5. Berlin Biennale, Berlin
- 2007 Think With The Senses–Feel With The Mind 52. Biennale di Venezia, Venedig